# Distretto regionale di Kootenay Boundary
Il distretto regionale di Kootenay Boundary (RDKB) è un distretto regionale della Columbia Britannica, Canada di 30.742 abitanti, che ha come capoluogo Trail.

## Comunità
- Città e comuni
  - Fruitvale
  - Grand Forks
  - Greenwood
  - Midway
  - Montrose
  - Rossland
  - Trail
  - Warfield
- Villaggi e aree esterne ai comuni
  - Kootenay Boundary A
  - Kootenay Boundary B
  - Kootenay Boundary C
  - Kootenay Boundary D
  - Kootenay Boundary E